# Bulbophyllum stolleanum
Bulbophyllum stolleanum là một loài phong lan thuộc chi Bulbophyllum.